# Francesc Moret i Clota
Francesc Moret i Clota   (Molló, 23 de gener de 1991) és un pilot de trial català que ha destacat en competicions europees durant la dècada del 2010. Al llarg de la seva carrera ha guanyat tres campionats d'Espanya en categories menors i ha estat dues vegades subcampió d'Europa (2015 i 2018) i una vegada subcampió del món (Trial2, 2012).
Moret va començar a competir de ben petit i ja entre els anys 1998 i 2006 va guanyar diversos campionats de Catalunya de trial en categories d'iniciació, així com un campionat d'Espanya en categoria cadet. Gràcies a la seva progressió, Jordi Tarrés el fitxà el 2007 per al seu equip de promoció de joves promeses, el Spea Tarrés Trial Team, dins el qual hi havia també Pere Borrellas i Pol Tarrés. Amb aquest equip, Moret va participar amb una Gas Gas TXT 125 als campionats de Catalunya, d'Espanya i d'Europa de trial júnior. Més tard va formar part dels equips oficials de Montesa i Vertigo, amb els quals va participar en els campionats europeu i mundial de trial.
A començaments del 2021, Francesc Moret anuncià que abandonava el trial per tal de centrar-se en una altra modalitat, el Hard Enduro, on competirà amb Rieju.

## Palmarès en trial

### Resultats destacats
Font:
- 1 Campionat d'Espanya Cadets (2006)
- 1 Campionat d'Espanya Júnior (2007)
- 1 Campionat de Catalunya (2009)
- 1 Campionat d'Espanya TR2 (2009)
- 1 Victòria als Tres Dies de Trial de Santigosa (2013)
- 1 Victòria als Dos Dies de Trial Illa d'Eivissa (2018)

### Resultats per any
Font:
| Any  | Motocicleta | C. d'Espanya | C. d'Europa | Trial2 |
| ---- | ----------- | ------------ | ----------- | ------ |
| 2009 | Montesa     | 1r TR2       | 5è          | 7è     |
| 2010 | Montesa     | 7è           | 10è         | 4t     |
| 2011 | Montesa     | 7è           | 4t          | 3r     |
| 2012 | Montesa     | 7è           | 14è         | 2n     |
| 2013 | Gas Gas     | 8è           | -           | 3r     |
| 2014 | Montesa     | -            | -           | -      |
| 2015 | Vertigo     | 13è          | 2n          | -      |
| 2016 | Vertigo     | -            | 5è          | -      |
| 2017 | Montesa     | -            | -           | 3r     |
| 2018 | Montesa     | -            | 2n          | 6è     |
| 2019 | Montesa     | -            | 3r          | 5è     |
| 2020 | Montesa     | 9è           | -           | 11è    |